# Campionato Riserve 1936-1937
Il Campionato Riserve 1936-1937 fu la sedicesima edizione del campionato italiano di calcio delle riserve.
Fu strutturata su tre gironi, con le vincenti a contendersi il titolo in un girone finale.

## Girone A
|  | Pos. | Squadra    | Pt | G | V | N | P | GF | GS | DR  |
|  | ---- | ---------- | -- | - | - | - | - | -- | -- | --- |
|  | 1.   | Triestina  | 15 | 8 | 7 | 1 | 0 | 16 | 4  | +12 |
|  | 2.   | Ambrosiana | 10 | 8 | 4 | 2 | 2 | 15 | 8  | +7  |
|  | 3.   | Milan      | 7  | 8 | 3 | 1 | 4 | 14 | 7  | +7  |
|  | 4.   | Bologna    | 5  | 8 | 2 | 1 | 5 | 9  | 17 | -8  |
|  | 5.   | Novara     | 4  | 8 | 2 | 0 | 6 | 12 | 17 | -5  |

Legenda:
      Ammessa alle finali.
Note:
Due punti a vittoria, uno a pareggio, zero a sconfitta.

### Risultati

#### Tabellone
|            | AMB  | BOL  | MIL  | NOV  | TRI  |
| ---------- | ---- | ---- | ---- | ---- | ---- |
| Ambrosiana | –––– | -    | 1-1  | 1-2  | 0-0  |
| Bologna    | 1-1  | –––– | 3-1  | 3-1  | -    |
| Milan      | 0-1  | 1-0  | –––– | 4-2  | 0-1  |
| Novara     | 2-1  | 4-1  | 0-1  | –––– | 1-2  |
| Triestina  | -    | 4-0  | 1-1  | 2-0  | –––– |

## Girone B
|  | Pos. | Squadra         | Pt | G  | V | N | P | GF | GS | DR  |
|  | ---- | --------------- | -- | -- | - | - | - | -- | -- | --- |
|  | 1.   | Torino          | 15 | 10 | 6 | 3 | 1 | 20 | 9  | +11 |
|  | 2.   | Genova 1893     | 13 | 10 | 5 | 3 | 2 | 23 | 11 | +12 |
|  | 3.   | Sampierdarenese | 9  | 10 | 3 | 3 | 4 | 15 | 13 | +2  |
|  | 3.   | Lucchese        | 9  | 10 | 3 | 3 | 4 | 13 | 19 | -6  |
|  | 5.   | Alessandria     | 7  | 10 | 3 | 1 | 6 | 13 | 27 | -14 |
|  | 5.   | Juventus        | 7  | 10 | 2 | 3 | 5 | 9  | 17 | -8  |

Legenda:
      Ammessa alle finali.
Note:
Due punti a vittoria, uno a pareggio, zero a sconfitta.

### Risultati

#### Tabellone
|                 | ALE  | GEN  | JUV  | LUC  | SAM  | TOR  |
| --------------- | ---- | ---- | ---- | ---- | ---- | ---- |
| Alessandria     | –––– | -    | 3-1  | 3-2  | -    | 3-2  |
| Genova 1893     | 2-0  | –––– | 2-2  | 0-1  | 3-1  | 1-1  |
| Juventus        | 4-0  | -    | –––– | 0-0  | -    | 0-3  |
| Lucchese        | 3-0  | 1-7  | -    | –––– | -    | 0-0  |
| Sampierdarenese | 4-1  | 1-3  | 3-0  | 2-0  | –––– | 0-1  |
| Torino          | 3-2  | 4-0  | 2-0  | 4-3  | 0-0  | –––– |

## Girone C
|  | Pos. | Squadra    | Pt | G | V | N | P | GF | GS | DR |
|  | ---- | ---------- | -- | - | - | - | - | -- | -- | -- |
|  | 1.   | Lazio      | 10 | 8 | 3 | 4 | 1 | 12 | 9  | +3 |
|  | 2.   | Napoli     | 10 | 8 | 4 | 2 | 2 | 18 | 11 | +7 |
|  | 3.   | Bari       | 8  | 8 | 3 | 2 | 3 | 15 | 16 | -1 |
|  | 4.   | Fiorentina | 7  | 8 | 1 | 5 | 2 | 10 | 11 | -1 |
|  | 5.   | Roma       | 5  | 8 | 2 | 1 | 5 | 11 | 20 | -9 |

Legenda:
      Ammessa alle finali.
Note:
Due punti a vittoria, uno a pareggio, zero a sconfitta.
Lazio qualificata dopo vittoria nello spareggio con il Napoli.

### Risultati

#### Tabellone
|            | BAR  | FIO  | LAZ  | NAP  | ROM  |
| ---------- | ---- | ---- | ---- | ---- | ---- |
| Bari       | –––– | -    | 2-3  | 0-2  | -    |
| Fiorentina | 2-3  | –––– | 1-1  | 3-2  | 1-1  |
| Lazio      | 1-1  | 0-0  | –––– | 2-3  | 4-1  |
| Napoli     | -    | 2-2  | 0-0  | –––– | 2-0  |
| Roma       | 2-5  | 1-0  | 1-2  | -    | –––– |

## Girone finale

### Classifica finale
|  | Pos. | Squadra   | Pt | G | V | N | P | GF | GS | DR |
|  | ---- | --------- | -- | - | - | - | - | -- | -- | -- |
|  | 1.   | Torino    | 7  | 4 | 3 | 1 | 0 | 5  | 2  | +3 |
|  | 2.   | Triestina | 3  | 4 | 1 | 1 | 2 | 5  | 8  | -3 |
|  | 3.   | Lazio     | 2  | 4 | 1 | 0 | 3 | 7  | 7  | 0  |

Legenda:
      Campione d'Italia Riserve.
Note:
Tre punti a vittoria, uno a pareggio, zero a sconfitta.

### Risultati

#### Tabellone
|           | LAZ  | TOR  | TRI  |
| --------- | ---- | ---- | ---- |
| Lazio     | –––– | 1-2  | 5-0  |
| Torino    | 1-0  | –––– | 2-1  |
| Triestina | 4-1  | 0-0  | –––– |